# 宇土市
宇土市（日语：／ Uto shi */?）是位于日本熊本縣中部宇土半島北側的一個城市，西北側臨有明海，其中御輿來海岸被列為日本海岸百選之一。

## 歷史
過去曾為小西行長所修築的宇土城城下町而聞名，關原之戰後，小西行長被斬，領地改封給加藤清正，直到實施「一國一城令」而被廢城。
加藤家改易後，肥後國改封給細川家，宇土地區成為3萬石的宇土支藩。

### 年表
- 1889年4月1日：實施町村制，現在的轄區在當時分屬：
  - 宇土郡：宇土町、花園村、轟村、綠川村、網津村、網田村
  - 飽託郡：走潟村
- 1954年4月1日：宇土町、花園村、轟村、綠川村、網津村合併為新設置的宇土町。
- 1954年10月1日：走潟村和不知火村的部分地區被併入宇土町。
- 1958年10月1日：網田村被併入宇土町；同時宇土町改制為宇土市。

### 變遷表
| 1889年以前 | 1889年4月1日  | 1889年 - 1900年 | 1900年 - 1944年 | 1945年 - 1954年          | 1955年 - 1988年      | 1989年 - 現在        | 現在                 |
| ---------- | ------------- | --------------- | --------------- | ------------------------ | -------------------- | -------------------- | -------------------- |
|            | 宇土町        | 宇土町          | 宇土町          | 1954年4月1日 宇土町      | 1958年10月1日 宇土市 | 1958年10月1日 宇土市 | 1958年10月1日 宇土市 |
|            | 花園村        |                 |                 | 1954年4月1日 宇土町      | 1958年10月1日 宇土市 | 1958年10月1日 宇土市 | 1958年10月1日 宇土市 |
|            | 轟村          |                 |                 | 1954年4月1日 宇土町      | 1958年10月1日 宇土市 | 1958年10月1日 宇土市 | 1958年10月1日 宇土市 |
|            | 綠川村        |                 |                 | 1954年4月1日 宇土町      | 1958年10月1日 宇土市 | 1958年10月1日 宇土市 | 1958年10月1日 宇土市 |
|            | 網津村        |                 |                 | 1954年4月1日 宇土町      | 1958年10月1日 宇土市 | 1958年10月1日 宇土市 | 1958年10月1日 宇土市 |
|            | 飽託郡 走潟村 | 飽託郡 走潟村   | 飽託郡 走潟村   | 1954年10月1日 併入宇土町 | 1958年10月1日 宇土市 | 1958年10月1日 宇土市 | 1958年10月1日 宇土市 |
|            | 網田村        |                 |                 |                          | 1958年10月1日 宇土市 | 1958年10月1日 宇土市 | 1958年10月1日 宇土市 |

## 行政

### 歷代市長
| 屆數   | 姓名     | 就任年月日    | 卸任年月日    |  |
| 第一任 | 大和忠三 | 1958年10月1日 | 1982年4月28日 |  |
| 第二任 | 田代捨己 | 1982年4月29日 | 1990年4月28日 |  |
| 第三任 | 西田誠   | 1990年4月29日 | 1998年4月28日 |  |
| 第四任 | 田口信夫 | 1998年4月29日 | 2010年4月28日 |  |
| 第五任 | 元松茂樹 | 2010年4月29日 | 現任          |  |

## 交通

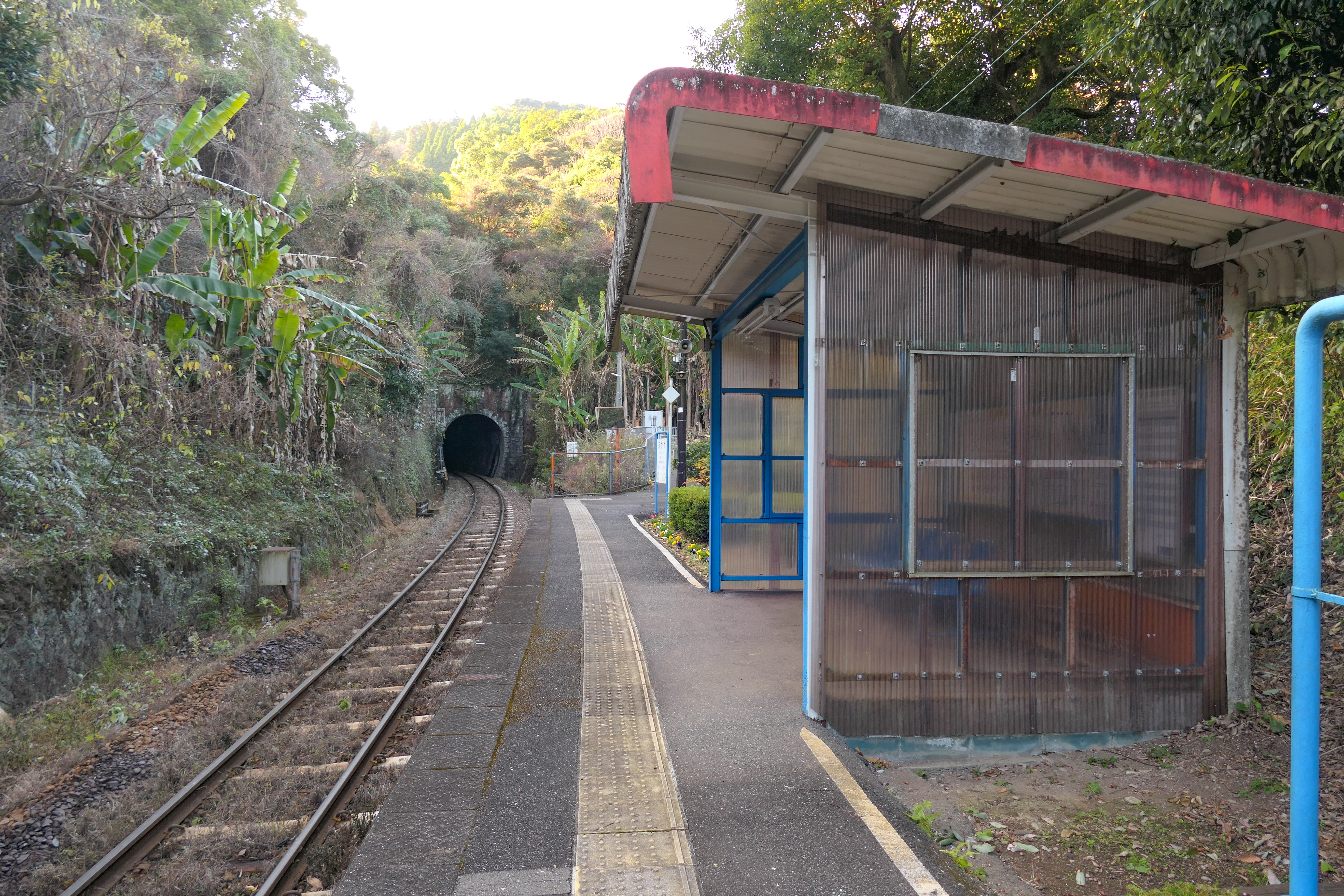
赤瀨車站

### 鐵路
- 九州旅客鐵道
  - 鹿兒島本線：宇土車站
  - 三角線：赤瀨車站 - 網田車站 - 肥後長濱車站 - 住吉車站 - 綠川車站 - 宇土車站

## 觀光資源

### 景點
- 轟貝塚：繩文時代前期的遺跡
- 中世宇土城遺跡
- 近世宇土城遺跡
- 轟水源：名水百選之一
- 御輿來海岸：日本海岸百選之一

### 祭典、活動
- 粟嶋神社大祭：3月1日

## 教育

### 高等學校
- 熊本縣立宇土高等學校

## 本地出身之名人
- 天草四郎：島原之亂領導者，傳說出生於此。
- 釜賀一夫：日本帝國陸軍軍人
- 不知火諾右衛門：第8代横綱
- 牧本英輔：大相撲力士
- 濱之嶋啓志：大相撲力士
- 白乃波信廣：大相撲力士
- 正代直也:大相撲力士(東大關)
- 杉山哲：職業足球選手
- 脇戶新之助：排球選手
- 輝鵬智貴 大相撲力士

## 外部連結
- （日語） 宇土市觀光物產協會
- （日語） 宇土市商工會（页面存档备份，存于）
- OpenStreetMap上有關宇土市的地理